# 옛날 아맛나
옛날 아맛나는 롯데웰푸드에서 생산된 아이스크림으로, 처음에는 아맛나라는 이름으로 생산되었으나 현재는 옛날을 붙여 생산한다.

## 같이 보기
- 롯데제과